# Styrax yapobodensis
Styrax yapobodensis är en storaxväxtart som först beskrevs av Idrobo och R. E. Schult., och fick sitt nu gällande namn av Julian Alfred Steyermark. Styrax yapobodensis ingår i släktet Styrax och familjen storaxväxter. Inga underarter finns listade i Catalogue of Life.